# 鹿児島県道470号犬飼霧島神宮停車場線
鹿児島県道470号犬飼霧島神宮停車場線（かごしまけんどう470ごう いぬかいきりしまじんぐうていしゃじょうせん）は、鹿児島県霧島市を通る一般県道である。

## 概要
霧島市牧園町宿窪田から同市霧島大窪にある霧島神宮駅を結ぶ。

### 路線データ
- 起点：鹿児島県霧島市牧園町宿窪田（国道223号交点）
- 終点：鹿児島県霧島市霧島大窪（日豊本線 霧島神宮駅前）

## 路線状況

### 重複区間
- 鹿児島県道60号国分霧島線（霧島市霧島大窪 - 霧島市霧島田口・霧島神宮駅前交差点）

## 地理

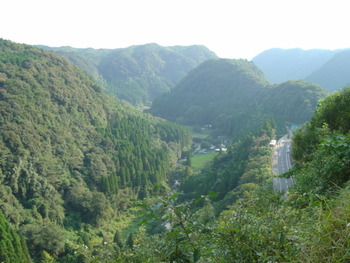
和気神社より隼人方向を臨む

### 通過する自治体
- 霧島市

### 交差する道路
| 交差する道路                          | 交差する場所 | 交差する場所       |
| ------------------------------------- | ------------ | ------------------ |
| 国道223号                             | 牧園町宿窪田 | 起点               |
| 鹿児島県道60号国分霧島線 重複区間起点 | 霧島大窪     |                    |
| 鹿児島県道60号国分霧島線 重複区間起点 | 霧島田口     | 霧島神宮駅前交差点 |

### 沿線
- 和気神社
- 犬飼滝
- 霧島市立持松小学校
- 霧島郵便局
- JR九州日豊本線 霧島神宮駅